# Напівфабрикат

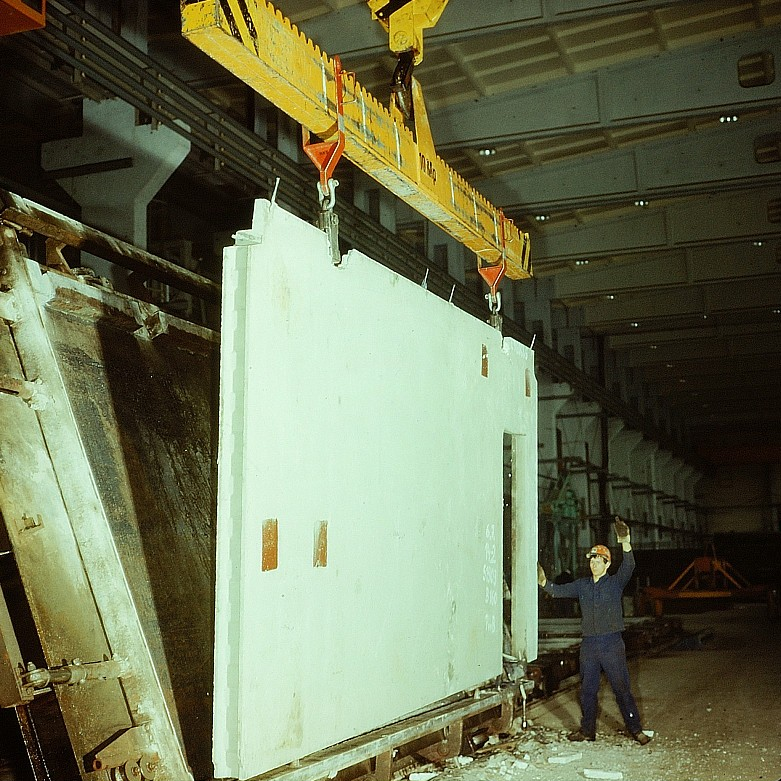
Отримання панелей-напівфабрикатів для будівництва

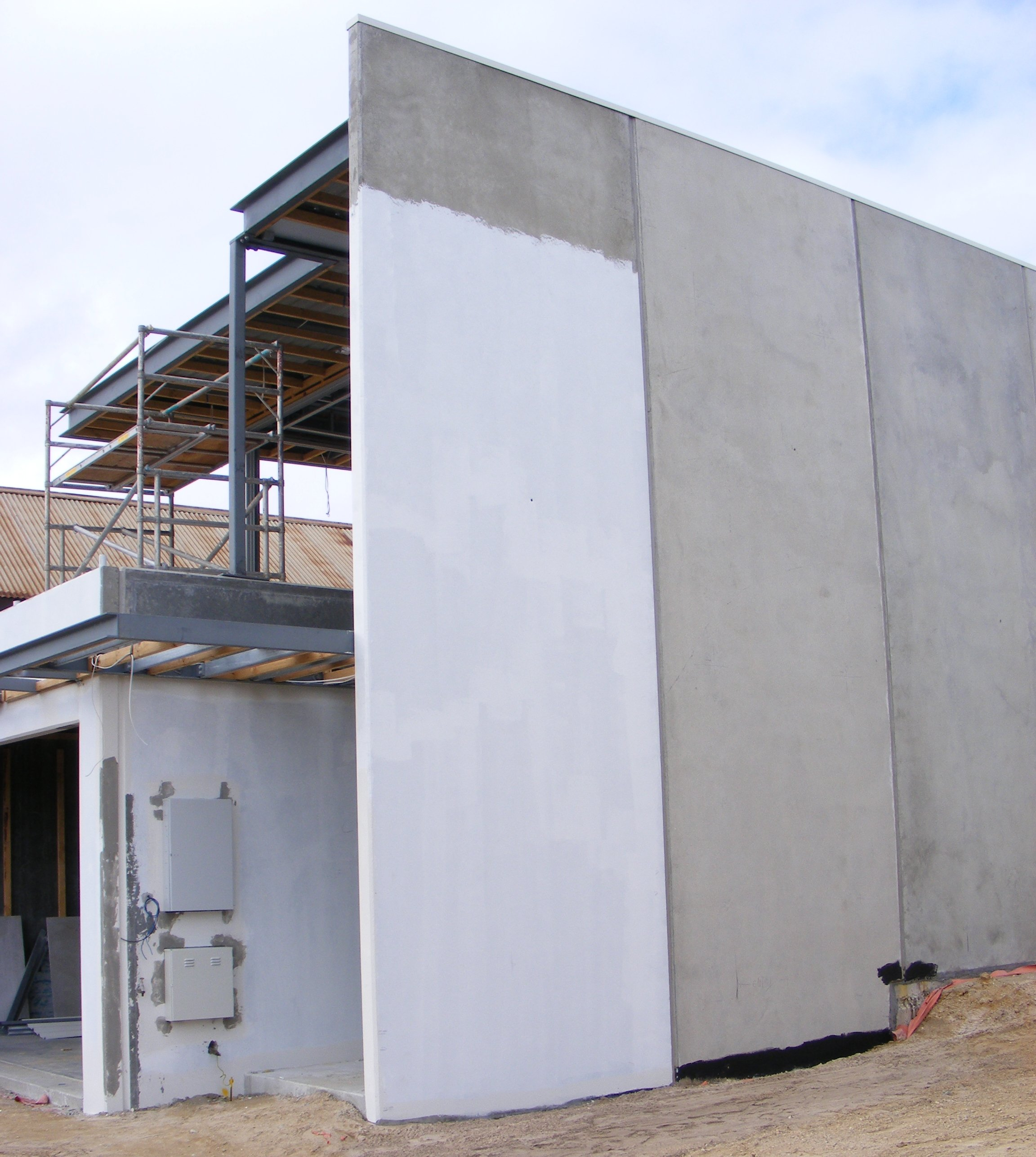
Спорудження будинку з панелей-напівфабрикатів

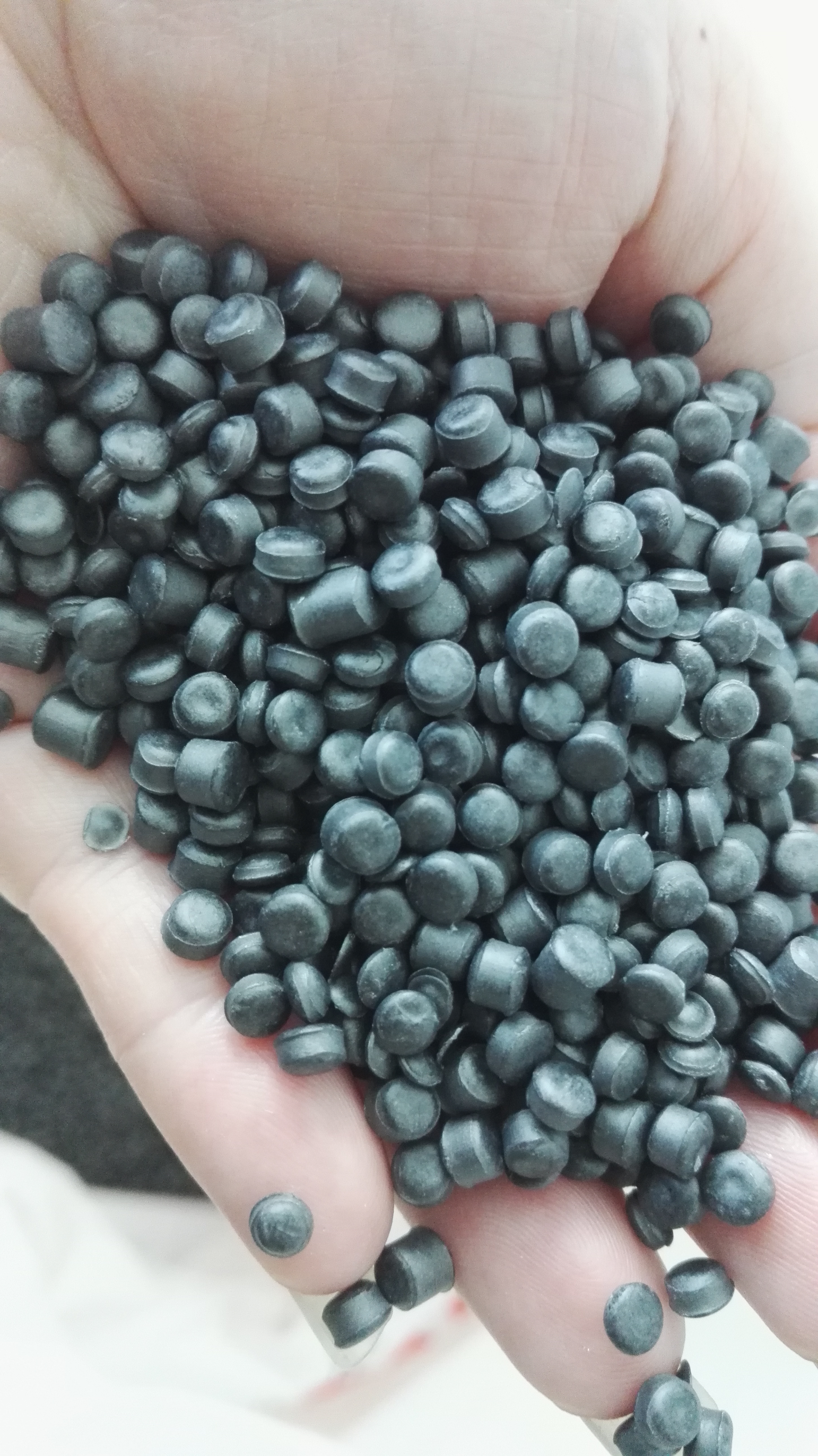
Пластикові гранули

Напівфабрика́т — продукція, що підлягає подальшій обробці або використовується як складова частина іншого складнішого виду продукції.
Напівфабрикат одночасно є предметом праці та продуктом праці. Як предмет праці, напівфабрикат може бути предметом споживання, у тому числі — сировиною. Як продукт праці напівфабрикат є результатом праці. ДСТУ 2391-94 визначає напівфабрикат як предмет праці, який підлягає подальшому оброблюванню на підприємстві-споживачеві.
Окремі напівфабрикати можуть одночасно бути й сировиною, і готовим виробом. Наприклад, мило рідке може використовуватись як напівфабрикат при виготовленні складніших господарських або косметичних товарів, а може бути спожите як готовий самостійний продукт.
Розрізняють напівфабрикати власного виробництва й ті, що їх одержують з інших підприємств (куповані). 
На підприємстві напівфабрикатами є всі продукти праці, процес обробки яких закінчено в даному цеху підприємства, але які підлягають подальшій обробці в інших основних цехах. Наприклад, витоплений на металургійному комбінаті чавун є напівфабрикатом, з якого на тому ж комбінаті виробляється сталь.
До купованих напівфабрикатів відносяться вироби, що надходять в результаті виробничої кооперації. Наприклад, на машинобудівних заводах до них належать виливки, поковки, деталі й вузли машин, що надходять зі спеціалізованих металургійних і машинобудівних заводів.
Напівфабрикати найчастіше використовують у харчовій промисловості, будівництві, металургії, легкій промисловості.
В харчовій промисловості напівфабрикатами є продукти, які пройшли один або кілька етапів кулінарної обробки (первинну чи теплову), але ще не доведені до кулінарної готовності й призначені для подальшої обробки та приготування страв і кулінарних виробів. Вони ще не придатні для споживання, і залежно від способу обробки можуть мати різний ступінь готовності. Напівфабрикатом високого ступеня готовності є продукт, який пройшов часткову або повну механічну, теплову та хімічну обробку, а також комбінація напівфабрикатів, що використовується для приготування страви або кулінарного виробу з найменшими можливими витратами енергії. Цукор, борошно, є напівфабрикатами.